# Tatjana Bertok-Zupković
Tatjana Bertok-Zupković (Osijek, 19. lipnja 1971.), hrvatska je kazališna, televizijska i flimska glumica i profesorica na Akademiji za umjetnost i kulturu u Osijeku.

## Životopis
Rođena je u Osijeku 1971. Diplomirala je glumu na Akademiji dramske umjetnosti u Zagrebu 1996. u Osijeku. Odigrala je više od šezdeset kazališnih uloga. Prvakinja drame u HNK u Osijeku i redovita profesorica na Umjetničkoj akademiji u Osijeku gdje predaje govor. Ima iza sebe pet nominacija za Hrvatsko glumište. Okušala se i u režiji (dječija i lutkarska predstava). Najznačajnije uloge: Maggie u Žetveni ples B. Friela, Henriette u Ima zločina i zločina A. Strindberga, Sonja u Ujak Vanja A. P. Čehov, Desdemona u Desdemona P. Vogela, Molly u Molly Bloom J. Joycea, Prcmilka u Iz Kabula s ljubavlju D. Matakovića,  Olga u Tri sestre A. P. Čehova, Elisabeth I u Marija Stuart F. Shillera.
Od 2013. godine glumi na otvorenjima Đakovačkih vezova i Vinkovačkim jesenima.

## Filmografija

### Televizijske uloge
- "Šutnja" kao Magda (2020. – 2021.)
- "Novine" kao Ljiljana Vegar (2018. – 2020.)
- "Hitna 94" kao Barbara (2008.)

### Filmske uloge
- "Koko i duhovi" kao Dijana Brnčić (2011.)
- "Zatvaranje" (1998.)
- "Anđele moj dragi" kao Teta (1995.)

## Vanjske poveznice
- Tatjana Bertok-Zupković u internetskoj bazi filmova IMDb-u (engl.)
- Profil, Teatar.hr